# Estación Belisario Domínguez
Belisario Domínguez es la séptima estación de la Línea 2 del Tren Ligero de Guadalajara en sentido oriente a poniente, y cuarta en sentido opuesto.
Debe su nombre al par vial homónimo, con el que cruza Av. Javier Mina. Su logotipo es una silueta estilizada del político y médico Belisario Domínguez. La estación se localiza en las cercanías de la zona hospitalaria de Belisario Domínguez y la central vieja de autobuses de Guadalajara.

## Puntos de interés
- Templo de la Purísima Concepción.
- Museo del Cuartel Colorado del Ejército y Fuerza Aérea mexicanos.
- Hospital Militar
- Centro Médico de Occidente